# Mullutu-Suurlaht
A Mullutu-Suurlaht tó Észtországban, Saremaa szigetén. Kuressarétól kb. 2 km-re nyugatra helyezkedik el. Ez Észtország negyedik legnagyobb tava, a vízfelszín 1,44 ha (14,4 km²). Átlagos vízmélysége kb. 1 m, legnagyobb mélysége 2,1 m. A tó két, közel hasonló méretű részből áll. A keleti része a Suurlaht (vagy más néven Kellamäe laht), nyugati része a Mullutu. A tavaszi áradások idején a vízszint kb. 1,6 m-t emelkedik. Ilyenkor a tó vize egybefolyik a közeli  Paadla, Vägara és Kaalupea tavakkal és egy kb. 3600 ha-s egybefüggő vízfelszín keletkezik.
A tavat a Kaarmise, Kärla és Unimäe folyók táplálják. Vizét a 3 km hosszú Nasva folyó vezeti le a tengerbe.
Árvizek idején tengervíz is kerül a tóba, így azt enyhén sós brakkvíz alkotja.
A tóban kisebb szigetek találhatók. Közülük a legnagyobb a Suurlaht északi részén található Rahinu-sziget.
A tó halban gazdag. Számos faj megtalálható, mint a küsz, az angolna, a menyhal, a kárász, a fenékjáró küllő, a csapósügér, a jászkeszeg és a vörösszárnyú keszeg, a csuka, a vágó durbincs, a bodorka és a compó.